# Operation Whitecoat
Operation Whitecoat war der Name einer Operation der US Army von 1954–1973, in der medizinische Versuche an Freiwilligen durchgeführt wurden, die als „White Coats“ (zu Deutsch: Weißkittel) bezeichnet wurden. Bei den Freiwilligen handelte es sich um Kriegsdienstverweigerer, unter ihnen viele Mitglieder der Siebenten-Tags-Adventisten. Das erklärte Ziel der Experimente war es, einen Einsatz von biologischen Waffen gegen Streitkräfte und Zivilisten abwehren zu können. Man ging davon aus, dass die Sowjetunion ähnliche Programme durchführte.

## Versuche
Über 3000 Soldaten der US Army, von denen die meisten ausgebildete Sanitäter waren, trugen zu den Experimenten bei, indem sie sich mit Viren und Bakterien infizieren ließen, die für einen Angriff mit biologischen Waffen in Frage kamen. Die Freiwilligen wurden mit Q-Fieber, Gelbfieber, Rifttalfieber, Hepatitis A, Yersinia pestis (Pest), Tularämie (Hasenpest), Venezolanische Pferdeenzephalomyelitis und anderen Krankheiten infiziert.
Die auch als „white coats“,
bezeichneten Freiwilligen wurden dann entsprechend ihrer Krankheit behandelt, um die Effektivität von Antibiotika und Impfungen zu testen. Einigen Soldaten wurden als Entschädigung für die Teilnahme als Versuchsperson zwei Wochen Urlaub gewährt. Die Experimente fanden in Fort Detrick, einem Versuchszentrum in der Nähe von Washington, D.C., statt.

### Ergebnisse
Viele der Impfstoffe gegen Krankheitserreger, die als biologische Waffe in Frage kommen, wurden an Menschen erstmals im Rahmen der Operation Whitecoat getestet.
Nach einem Bericht des USAMRIID trug Operation Whitecoat zur Zulassung von Impfstoffen gegen Gelbfieber und Hepatitis durch die Food and Drug Administration (FDA) sowie zur Erprobung von Medikamenten gegen die anderen Krankheiten bei. Für den Umgang mit den Krankheitserregern wurden außerdem Sicherheitswerkbänke, Dekontaminationsverfahren, Bioreaktoren, Brutschränke und Zentrifugen weiterentwickelt.

## Freiwilligkeit und Offenlegung
Die Durchführung der Experimente wird als gutes Beispiel für den Umgang mit der freiwilligen Zustimmung nach dem Nürnberger Kodex gesehen. Den Freiwilligen wurde gestattet, sich vor ihrer Teilnahme von Außenstehenden, wie Geistlichen oder Familienmitgliedern, beraten zu lassen. Nach der Aufklärung durch einen Militärarzt über die Risiken und Behandlungen musste eine Einverständniserklärung unterschrieben werden. Ein Anteil von 20 % der Soldaten, denen die Teilnahme vorgeschlagen wurde, lehnte ab.
Ein Großteil der eigentlichen Versuche unterliegt der Geheimhaltung und Besucher sind in Fort Detrick nicht gestattet. Dies gilt auch für die ehemaligen Teilnehmer.
Das Government Accountability Office veröffentlichte am 28. September 1994 einen Bericht, nach dem das Verteidigungsministerium der Vereinigten Staaten und andere Sicherheitsbehörden zwischen 1940 und 1974 gefährliche Substanzen an hunderttausenden menschlicher Versuchsteilnehmer erprobten:

„Viele Experimente, die auch als Operation Whitecoat bezeichnet wurden, in denen waffenfähige biologische Krankheitserreger an Versuchspersonen getestet wurden, fanden in Fort Detrick, Maryland in den 1950ern statt. Ursprünglich waren die Versuchspersonen Soldaten, die sich freiwillig gemeldet hatten. Nachdem die Soldaten aber eine Sitzblockade hielten, um mehr über die Gefahren der biologischen Versuche zu erfahren, wurden Siebenten-Tags-Adventisten, die den Kriegsdienst verweigerten, für die Versuche angeworben.“

## Langzeitliche Gesundheitsfolgen
Während der Versuche starb kein Whitecoat, und es sind auch keine Todesfälle nach den Versuchen bekannt, die den Experimenten zuzuschreiben wären.  Die US Army hat jedoch nur die Anschriften von 1000 der 2300 bekannten Teilnehmer, so dass eine Nachbeobachtung nur bedingt möglich ist. Nur etwa 500 (23 %) der Whitecoats wurden befragt und die Armee wollte Bluttests nicht finanzieren.  Einige Teilnehmer beklagen jedoch langfristige Folgen,
und mindestens ein Versuchsteilnehmer berichtet von ernsthaften gesundheitlichen Problemen, die eine Folge der Versuche sein sollen.